# كييفو، كرواتيا
كييفو هي قرية وبلدية في المناطق النائية الدلماسية، جنوب شرق كنين في مقاطعة شيبينيك-كنين في كرواتيا.
يبلغ عدد سكان البلدية 417 (2011)، مع 100٪ يعرفون أنفسهم ككروات وروم كاثوليك. كييفو هي بلدية غير متطورة تم تصنيفها إحصائيًا على أنها منطقة من الفئة الأولى ذات اهتمام خاص للدولة من قبل حكومة كرواتيا.

## موقعها
تقع كييفو تحت جبل دينارا، بالقرب من منبع نهر ستينا. وهي تقع على طريق الدولي D1 بين مدينتي فرليكا وكنين.

## التاريخ
توفي 34 شخصًا من كييفو في الحرب العالمية الأولى.
في الحرب العالمية الثانية، أصبحت كييفو جزءًا من دولة كرواتيا المستقلة، الدولة الدموية الفاشية التي تحكمها ألمانيا النازية وإيطاليا. في ربيع عام 1942، تم تحرير المدينة من قبل بارتيزان يوغوسلافي. أدى الهجوم إلى فرار ما يقرب من نصف سكان القرية من القرية وإعادة توطينهم في سلافونيا وسيرميا. في 27 يناير 1943 تعرضت كييفو لهجوم من قبل مفارز تشيتنيك للجيش اليوغوسلافي في الوقت الذي لم يكن هناك دفاع عسكري في البلدة، مما أدى إلى مقتل 45 مدنياً. وتوفي ما مجموعه 209 أشخاص من كييفو خلال الحرب.
اكتسبت كييفو شهرة خلال حرب الاستقلال الكرواتية في عامي 1990 و1991 عندما أصبحت موقعًا لحصار كييفو عام 1991، والذي شارك فيه الجيش الشعبي اليوغوسلافي تحت قيادة راتكو ملاديتش وقوات منطقة الحكم الذاتي الصربية في كرايينا تحت قيادة ميلان مارتيتش الذي حاصر القرية التي يسكنها الكروات، دافع عنها موقع معزول للشرطة الكرواتية. بحلول نهاية العام، تعرض الجيب للهجوم والاجتياح وبقي الجزء الأكبر من السكان بعد أن دمرت المدفعية الكثير من مستوطناتهم. في وقت لاحق، تمت محاكمة التطهير العرقي للكروات في كييفو من قبل المحكمة الجنائية الدولية ليوغوسلافيا السابقة.

## روابط خارجية
- موقع رسمي